# 德意志母亲十字奖章

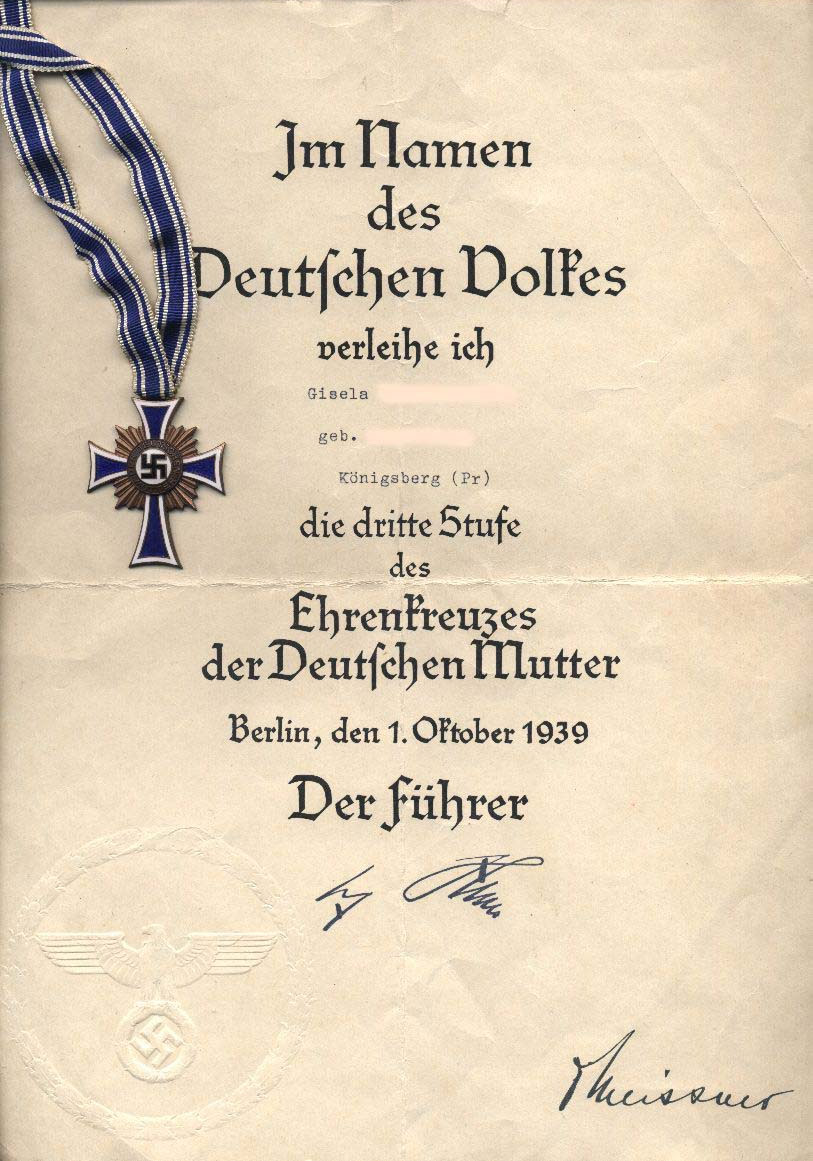
随奖章授予的证书

德意志母亲十字奖章（德語：Ehrenkreuz der Deutschen Mutter），简称母亲十字（Mutterkreuz）是纳粹德国的一个由国家颁发的奖章，根据希特勒的命令在1938年12月16日设立。该奖章的用意是奖励具备德意志母亲精神的妇女。
该奖章分为三等：铜质、银质和金质，颁发对象是品性正直、具有典范母性并作为母亲生育至少四个子女的德国妇女，该勋章的授予对象后增加至所有德意志裔人，例如奥地利和苏台德地区的的德裔妇女。
该奖章在1939年至1945年颁发。在现今的德意志联邦共和国公开展示或制造该勋章被视为违宪。